# Diego Carlos
Diego Carlos Santos Silva (* 15. března 1993 Barra Bonita), známý jako Diego Carlos, je brazilský profesionální fotbalista, který hraje na pozici středního obránce za anglický klub Aston Villa FC. Je také bývalým brazilským mládežnickým reprezentantem.

## Klubová kariéra

### Sevilla
V létě 2019 přestoupil Diego Carlos z francouzského Nantes do španělského klubu Sevilla FC za částku okolo 15 milionů euro. Ve španělské La Lize Diego Carlos debutoval hned v prvním kole sezóny 2019/20, kdy se objevil ve stoperské dvojici s Danielem Carriçem a jeho premiéra byla vítězná, když pomohl Seville k výhře 2:0 nad RCD Espanyol. Diego Carlos se ihned stal stabilním členem základní sestavy a brzy vytvořil stoperskou dvojici s mladým Francouzem Julesem Koundém. Svoji první ligovou branku ve Španělsku vstřelil 12. ledna 2019, když vstřelil jediný gól zápasu proti CD Leganés.
V evropských pohárech Diego Carlos debutoval 19. září 2019, a to v zápase základní skupiny Evropské ligy proti ázerbájdžánskému Karabachu.
Diego Carlos se Sevillou dokráčel až do finále soutěže. V roce 2020 byla soutěž dohrávána, kvůli pandemii covidu-19, jednozápasovým systémem. Jak ve čtvrtfinále proti Wolverhamptonu Wanderers, tak v semifinále proti Manchesteru United, zavinil penaltu. I přesto, však dokázala Sevilla postoupit až do finále proti italskému Interu Milán. Finále se odehrálo 21. srpna 2020 a Diego Carlos v páté minutě zápasu opět zavinil penaltu. Tu proměnil Romelu Lukaku a Inter šel do vedení. Diego Carlos však svoji chybu odčinil v závěru, kdy po jeho střele si do vlastní sítě srazil míč právě Lukaku. Jednalo se o gól na konečných 3:2 pro Sevillu, která tak následně slavila titul.

### Aston Villa
Dne 26. května 2022 oznámil anglický prvoligový klub Aston Villa, že dosáhl dohody se Sevillou ohledně přestupu Diega Carlose. Přestupová částka by měla být okolo 31 milionů eur.

## Reprezentační kariéra
Dne 3. listopadu 2020 dostal Diego Carlos svoji první pozvánku do brazilské reprezentace na kvalifikační zápasy proti Venezuele a Uruguayi. Do zápasů však nenastoupil a svůj reprezentační debut si neodbyl. 17 června 2021 byl Diego Carlos povolán do brazilského výběru na letní olympijské hry 2020. Na turnaji odehrál všech 6 utkání, nevynechal ani minutu a byl jedním z klíčových hráčů, kteří dovedli Brazílii k vítězství na turnaji.

## Statistiky

### Klubové
K 22. květnu 2022
| Klub    | Sezóna  | Liga          | Liga   | Liga | Národní pohár | Národní pohár | Ligový pohár | Ligový pohár | Evropské poháry | Evropské poháry | Ostatní | Ostatní | Celkem | Celkem |
| Klub    | Sezóna  | Liga          | Zápasy | Góly | Zápasy        | Góly          | Zápasy       | Góly         | Zápasy          | Góly            | Zápasy  | Góly    | Zápasy | Góly   |
| ------- | ------- | ------------- | ------ | ---- | ------------- | ------------- | ------------ | ------------ | --------------- | --------------- | ------- | ------- | ------ | ------ |
| Estoril | 2015/16 | Primeira Liga | 31     | 2    | 2             | 0             | 0            | 0            | —               | —               | —       | —       | 33     | 2      |
| Nantes  | 2016/17 | Ligue 1       | 34     | 2    | 2             | 0             | 3            | 0            | —               | —               | —       | —       | 39     | 2      |
| Nantes  | 2017/18 | Ligue 1       | 28     | 1    | 1             | 0             | 0            | 0            | —               | —               | —       | —       | 29     | 1      |
| Nantes  | 2018/19 | Ligue 1       | 35     | 1    | 3             | 0             | 2            | 0            | —               | —               | —       | —       | 40     | 1      |
| Nantes  | Celkem  | Celkem        | 97     | 4    | 6             | 0             | 5            | 0            | —               | —               | —       | —       | 108    | 4      |
| Sevilla | 2019/20 | La Liga       | 35     | 2    | 2             | 0             | —            | —            | 8               | 0               | —       | —       | 45     | 2      |
| Sevilla | 2020/21 | La Liga       | 33     | 1    | 4             | 0             | —            | —            | 8               | 0               | 1       | 0       | 46     | 1      |
| Sevilla | 2021/22 | La Liga       | 34     | 3    | 3             | 0             | —            | —            | 8               | 0               | —       | —       | 45     | 3      |
| Sevilla | Celkem  | Celkem        | 102    | 6    | 9             | 0             | —            | —            | 24              | 0               | 1       | 0       | 136    | 6      |
| Celkem  | Celkem  | Celkem        | 230    | 12   | 17            | 0             | 5            | 0            | 24              | 0               | 1       | 0       | 277    | 12     |

## Ocenění

### Klubové

#### Sevilla
- Evropská liga UEFA: 2019/20[14]

### Reprezentační

#### Brazílie U23
- Letní olympijské hry: 2020